# U-442
| U-442                      | U-442                                                          | U-442                                                          |
| -------------------------- | -------------------------------------------------------------- | -------------------------------------------------------------- |
|                            |                                                                |                                                                |
|                            |                                                                |                                                                |
|                            |                                                                |                                                                |
| Під прапором               | Третій рейх                                                    | Третій рейх                                                    |
| Спуск на воду              | 17 січня 1942 року                                             | 17 січня 1942 року                                             |
| Виведений зі складу флоту  | 12 лютого 1943 року                                            | 12 лютого 1943 року                                            |
| Сучасний статус            | затоплений                                                     | затоплений                                                     |
| Проєкт                     |                                                                |                                                                |
| Тип ПЧ                     | Торпедний ДПЧ                                                  | Торпедний ДПЧ                                                  |
| Основні характеристики     |                                                                |                                                                |
| Швидкість (надводна)       | 17,7 вузлів                                                    | 17,7 вузлів                                                    |
| Швидкість (підводна)       | 7,6 вузлів                                                     | 7,6 вузлів                                                     |
| Робоча глибина занурення   | 100 м                                                          | 100 м                                                          |
| Гранична глибина занурення | 220 м                                                          | 220 м                                                          |
| Екіпаж                     | 44 осіб                                                        | 44 осіб                                                        |
| Розміри                    |                                                                |                                                                |
| Довжина найбільша (по КВЛ) | 67,1 м                                                         | 67,1 м                                                         |
| Ширина корпусу найб.       | 6,2 м                                                          | 6,2 м                                                          |
| Висота                     | 9,6 м                                                          | 9,6 м                                                          |
| Середня осадка (по КВЛ)    | 4,70 м                                                         | 4,70 м                                                         |
| Водотоннажність надводна   | 769 т                                                          | 769 т                                                          |
| Озброєння                  |                                                                |                                                                |
| Артилерія                  | одна палубна гармата калібру 88-мм, одна 20-мм зенітна гармата | одна палубна гармата калібру 88-мм, одна 20-мм зенітна гармата |
| Торпедно- мінне озброєння  | 4 носових і один кормовий ТА. 14 торпед або 26 мін             | 4 носових і один кормовий ТА. 14 торпед або 26 мін             |

U-442 — німецький підводний човен типу VIIC, часів  Другої світової війни.
Замовлення на будівництво човна було віддане 5 січня 1940 року. Човен був закладений на верфі суднобудівної компанії «F.Schichau GmbH» у Данцигу 19 жовтня 1940 року під заводським номером 1493, спущений на воду 17 січня 1941 року, 21 березня 1942 року увійшов до складу 5-ї флотилії. Також за час служби перебував у складі 7-ї флотилії. Єдиним командиром човна був фрегаттен-капітан Ганс-Йоахім Гессе. 
Човен зробив 2 бойових походи в яких потопив 4 судна.
Потоплений 12 лютого 1943 року у Північній Атлантиці західніше мису святого Вікентія (37°32′ пн. ш. 11°56′ зх. д. / 37.533° пн. ш. 11.933° зх. д.) глибинними бомбами британського патрульного літака «Хадсон». Всі 48 членів екіпажу загинули.

## Потоплені та пошкоджені кораблі[3]
| Назва           | Тип            | Належність      | Дата             | Тоннаж (БРТ) | Вантаж | Статус    | Місце                                                       |
| Empire Bell     | вантажне судно | Велика Британія | 25 вересня 1942  | 1 744        | 1 832 т вугілля | потоплено | 62°19′ пн. ш. 15°27′ зх. д. / 62.317° пн. ш. 15.450° зх. д. |
| Hatimura        | вантажне судно | Велика Британія | 4 листопада 1942 | 6 690        | 8 950 т генеральних вантажів включно з 200 т динаміту, 250 т пороху та 300 т запалювальних бомб                          | потоплено | 55°28′ пн. ш. 39°52′ зх. д. / 55.467° пн. ш. 39.867° зх. д. |
| Empire Lytton   | танкер         | Велика Британія | 9 січня 1943     | 9 807        | 12 500 т авіаційного бензину                                                                                             | потоплено | 28°08′ пн. ш. 28°20′ зх. д. / 28.133° пн. ш. 28.333° зх. д. |
| Julia Ward Howe | вантажне судно | США             | 27 січня 1943    | 7 176        | 8 000 т військових матеріалів включно з 60 танками продуктами харчування, цигарками, одягом та 4 залізничними цистернами | потоплено | 55°28′ пн. ш. 39°52′ зх. д. / 55.467° пн. ш. 39.867° зх. д. |